# Галактика Сомбреро
Галактика Сомбреро  (M104, Мессьє 104, NGC 4594) — спіральна галактика, яка розташована на кордоні сузір’їв Діви та Ворона на відстані приблизно 31 мільйонів світлових років від Землі.
Цей об'єкт входить у число перерахованих в оригінальній редакції нового загального каталогу.

## Цікаві характеристики

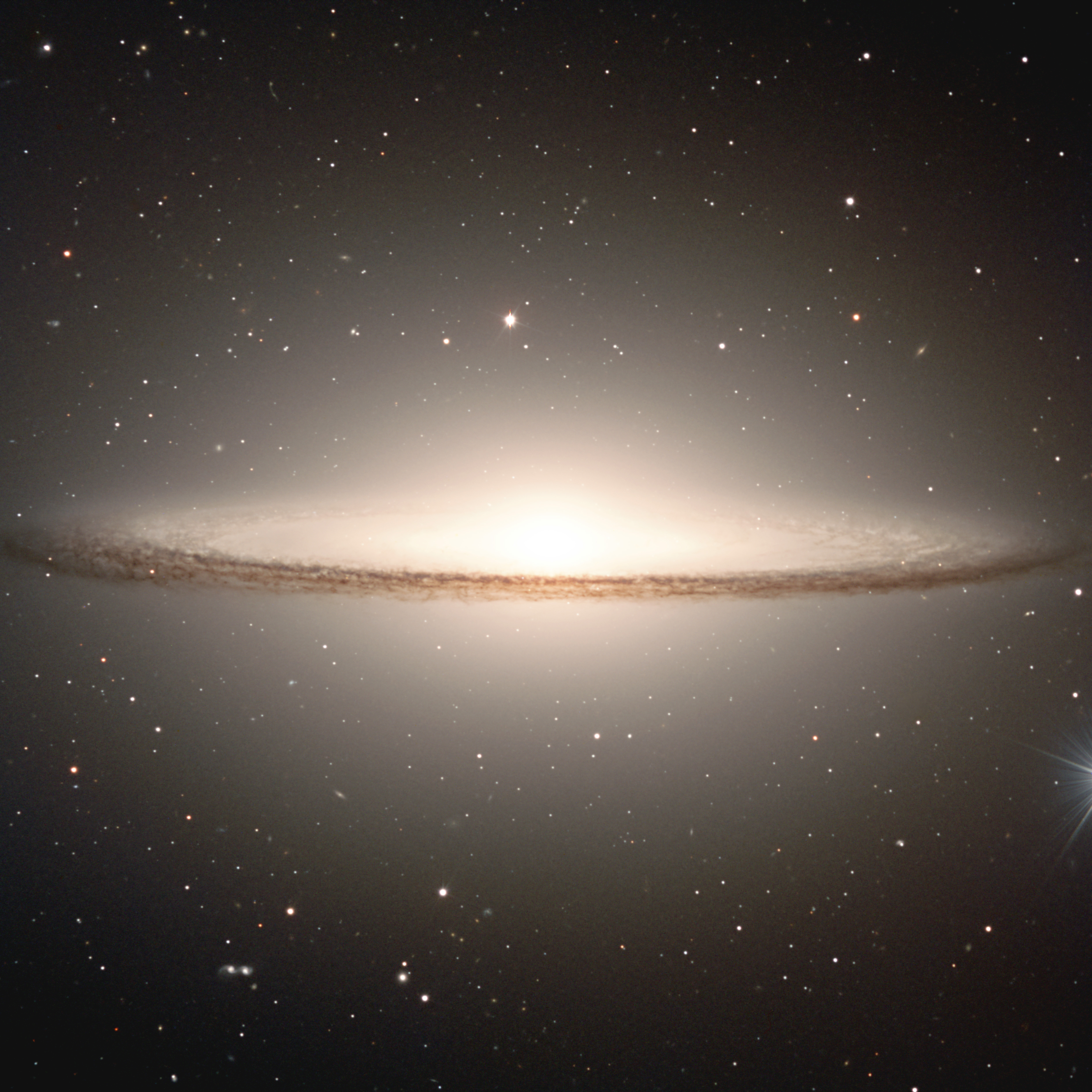
An ESO VLT ground-based image.

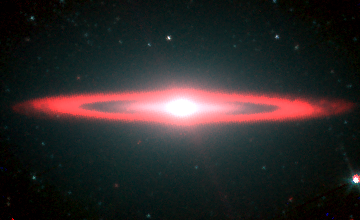
A mid-infrared image of the Sombrero Galaxy as seen by the Spitzer Space Telescope (SST). The white colors represent 3.6 and 5.8 micrometre emission from starlight. The red colors represent 8.0 micrometre emission from polycyclic aromatic hydrocarbons (PAHs) within the dust ring. Credit: Spitzer Infrared Nearby Galaxies Survey/SST/NASA.

Галактика M104, відоміша як «Сомбреро», отримала свою назву завдяки виступаючої центральної частини (балджа) і ребра з темної речовини (не плутати з «темною матерією»), що надає галактиці схожість з капелюхом сомбреро. Згідно з де Вокулером (de Vaucouleurs), об'єкт спостерігається майже з ребра, площина галактики нахилена до променя зору під кутом 6° на південь.
Через характерний центральний балдж, галактику відносять до типу Sa згідно з класифікацією Едвіна Хаббла.
Дуже сильне рентгенівське випромінювання обумовлено, на думку багатьох астрономів, наявністю чорної діри з масою в мільярд сонячних мас у центрі цієї галактики.
Була класифікована Габблом як зразок галактики Sa.

## Історія відкриття
Об'єкт M104 — перший з 7 об'єктів каталогу Мессьє, не включених у другу (останнє) видання 1784 року. У 1921 року Камілль Фламмаріон виявив координати та опис цього об'єкту в рукописних позначках примірнику каталогу що належав Мессьє і вніс його в офіційний список під номером 104. У позначці йшлося про „дуже слабку туманність“ з координатами 12h 28m 39s; -10 ° 24 '49» яку 11 травня 1781 року спостерігав співробітник Мессьє П'єр Мешан. Сам Мешан згадував про відкриття цього об'єкта у своєму листі Бернуллі, датованому 6 травня 1783.
Фламмаріон спробував зіставити цю туманність з яким-небудь відомим астрономічним об'єктом і виявив, що це галактика «Сомбреро» (NGC 4594), відкрита, як вважалося раніше, Вільямом Гершелем 9 травня 1784 і позначена ним як H I.43.
M104 була першим астрономічним об'єктом, для якого виявлено аномально високий червоний зсув. У 1912 році Весто Слайфер в з Ловеллівської обсерваторії виявив, що об'єкт віддаляється зі швидкістю 1000 км/с і таким чином, відповідно до закону Габбла, перебуває за межами нашої галактики. Слайфер виявив також обертання цієї туманності.
M104 була також першою галактикою, в якій виявлена смуга пилу. Це спостереження зробив Вільям Гершель у 1784.

## Належність до групи
М104 є головним членом невеликої групи галактик, званої «група M104» або «група NGC 4594».

## Чорна діра в центрі галактики
У 1990-х роках група під керівництвом Джона Корменді (John Kormendy) встановила, що в центрі галактики знаходиться надмасивна чорна діра. За даними спектроскопії з CFHT (Canada-France-Hawaii Telescope, канадсько-французький телескоп на Гавайських островах) і космічного телескопа «Хаббл» було встановлено, що аномально висока швидкість обертання зірок поблизу центру можна пояснити наявністю там чорної діри масою 1 млрд M☉. Це одна з наймасивніших виявлених в наш час[коли?] чорних дір.

## Зображення
|  |                                   |  |
|  |                                   |  |
|  | infrared image of Sombrero galaxy |  |

## Навігатори
| ◄ NGC 4589 \| NGC 4590 \| NGC 4592 \| NGC 4593 \| NGC 4594 \| NGC 4595 \| NGC 4596 \| NGC 4597 \| NGC 4598 ► |

Координати:  12г 39м 59.4с, −11° 37′ 23″